# Viscount Falkland

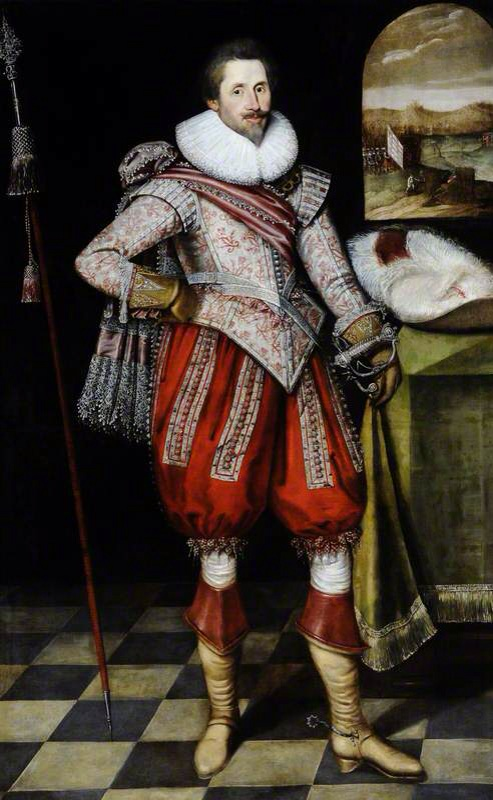
Henry Cary, 1. Viscount Falkland

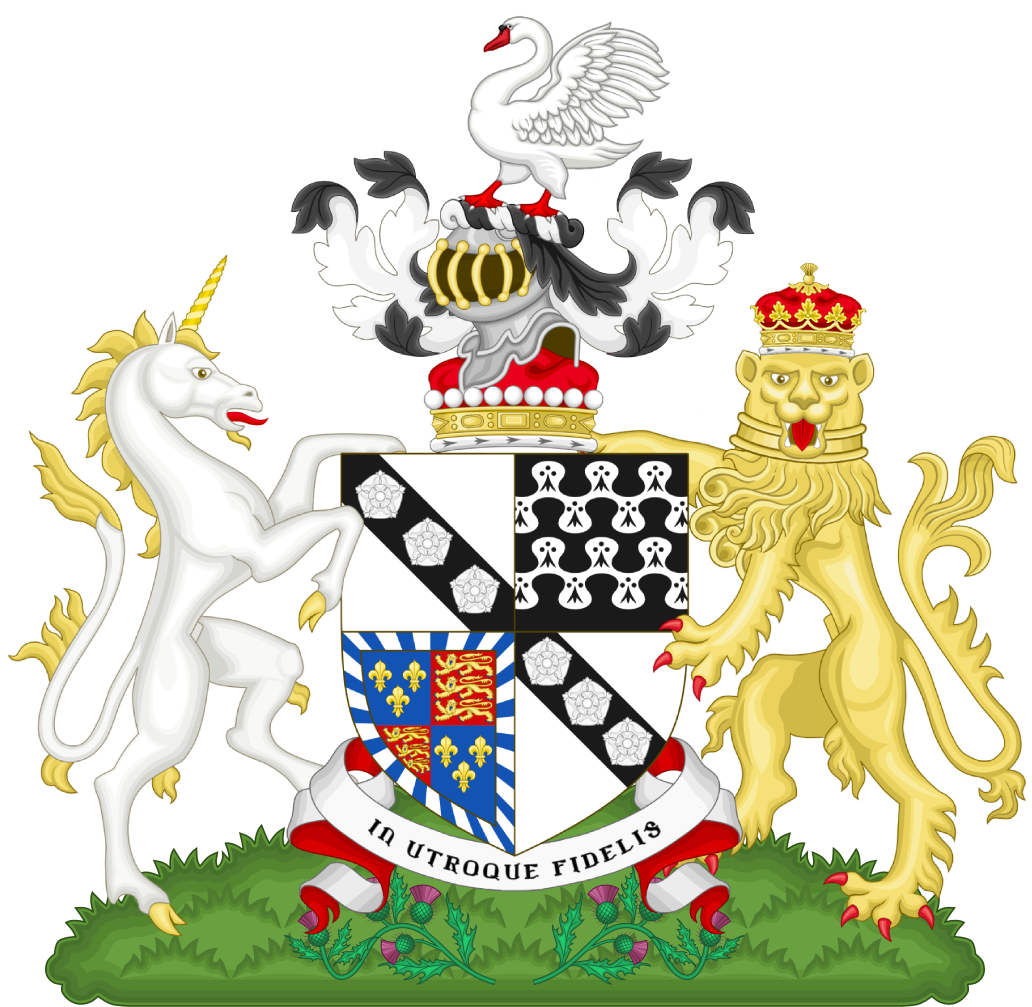
Wappen der Viscounts Falkland

Viscount (of) Falkland ist ein erblicher britischer Adelstitel in der Peerage of Scotland. Der Name leitet sich von Falkland Palace bei Falkland in der Grafschaft Fife her.
Theoretisch führen alle Viscountswürden in der Peerage of Scotland ein „of“ im Titel, jedoch entspricht dies nur in zwei Fällen der tatsächlichen Handhabung.
Der Falklandsund, der wiederum für die Falklandinseln namensgebend war, ist nach Anthony Cary, 5. Viscount Falkland, benannt.

## Verleihung und nachgeordnete Titel
Der Titel wurde am 14. November 1620 für Sir Henry Cary geschaffen. Dieser war ein bedeutender Militär und Kolonialisator seiner Zeit. Unter anderem war er Lord Deputy of Ireland. Zusammen mit der Viscountwürde wurde ihm, ebenfalls in der Peerage of Scotland, der nachgeordnete Titel Lord Cary(e) verliehen.

## Weitere Titel
Der sechste Viscount war ein Anhänger der Jakobiten. Vom Thronprätendenten James Francis Edward Stuart wurde ihm daher 1722 der Titel eines Earl of Falkland verliehen, der wegen des Scheiterns der jakobitischen Restitutionsversuche jedoch nie anerkannt wurde.
Der zehnte Viscount war ein Whig-Politiker, der auch Gouverneur verschiedener Kolonien im Britischen Weltreich war. Er wurde 1832 zum Baron Hunsdon, of Scutterskelfe in the County of York erhoben. Dieser Titel gehörte zur Peerage of the United Kingdom und war mit einem festen Sitz im House of Lords verbunden. Er erlosch 1884, als der Viscount ohne männlichen Erben starb.

## Liste der Viscounts Falkland (1620)
- Henry Cary, 1. Viscount Falkland (um 1575–1633)
- Lucius Cary, 2. Viscount Falkland (1610–1643)
- Lucius Cary, 3. Viscount Falkland (1632–1649)
- Henry Cary, 4. Viscount Falkland (1634–1663)
- Anthony Cary, 5. Viscount Falkland (1656–1694)
- Lucius Henry Cary, 6. Viscount Falkland (1687–1730)
- Lucius Charles Cary, 7. Viscount Falkland (um 1707–1785)
- Henry Thomas Cary, 8. Viscount Falkland (1766–1796)
- Charles John Cary, 9. Viscount Falkland (1768–1809)
- Lucius Bentinck Cary, 10. Viscount Falkland (1803–1884)
- Plantagenet Pierrepont Cary, 11. Viscount Falkland (1806–1886)
- Byron Plantagenet Cary, 12. Viscount Falkland (1845–1922)
- Lucius Plantagenet Cary, 13. Viscount Falkland (1880–1961)
- Lucius Henry Charles Plantagenet Cary, 14. Viscount Falkland (1905–1984)
- Lucius Edward William Plantagenet Cary, 15. Viscount Falkland (* 1935)

Voraussichtlicher Titelerbe (Heir apparent) ist der Sohn des jetzigen Viscounts, Lucius Alexander Plantagenet Cary, Master of Falkland (* 1963).